# Huelga de las camiseras de Nueva York de 1909
La huelga de las camiseras de Nueva York de 1909 (en inglés: New York shirtwaist strike of 1909) o Levantamiento de las 20 000 (del inglés: Uprising of the 20,000) fue una huelga laboral en la que participaron principalmente mujeres inmigrantes de origen europeo y de familia judía que trabajaban en Nueva York en las fábricas textiles de camisas. La huelga fue liderada por Clara Lemlich, de origen ruso, y apoyado por la Liga Nacional de Sindicatos de Mujeres de América (National Women's Trade Union League of America -NWTUL). La huelga comenzó el 23 de noviembre de 1909. En febrero de 1910, la NWTUL acordó con los dueños de algunas fábricas la mejora en los salarios, mejores condiciones laborales y reducción de la jornada laboral. La huelga general fue suspendida el 15 de febrero de 1910 aunque algunas protestas continuaron. Un año más tarde tuvo lugar el incendio en la fábrica Triangle Shirtwaist de Nueva York, que puso en evidencia pública las terribles condiciones de trabajo de las mujeres inmigrantes.

## Huelga de las camiseras

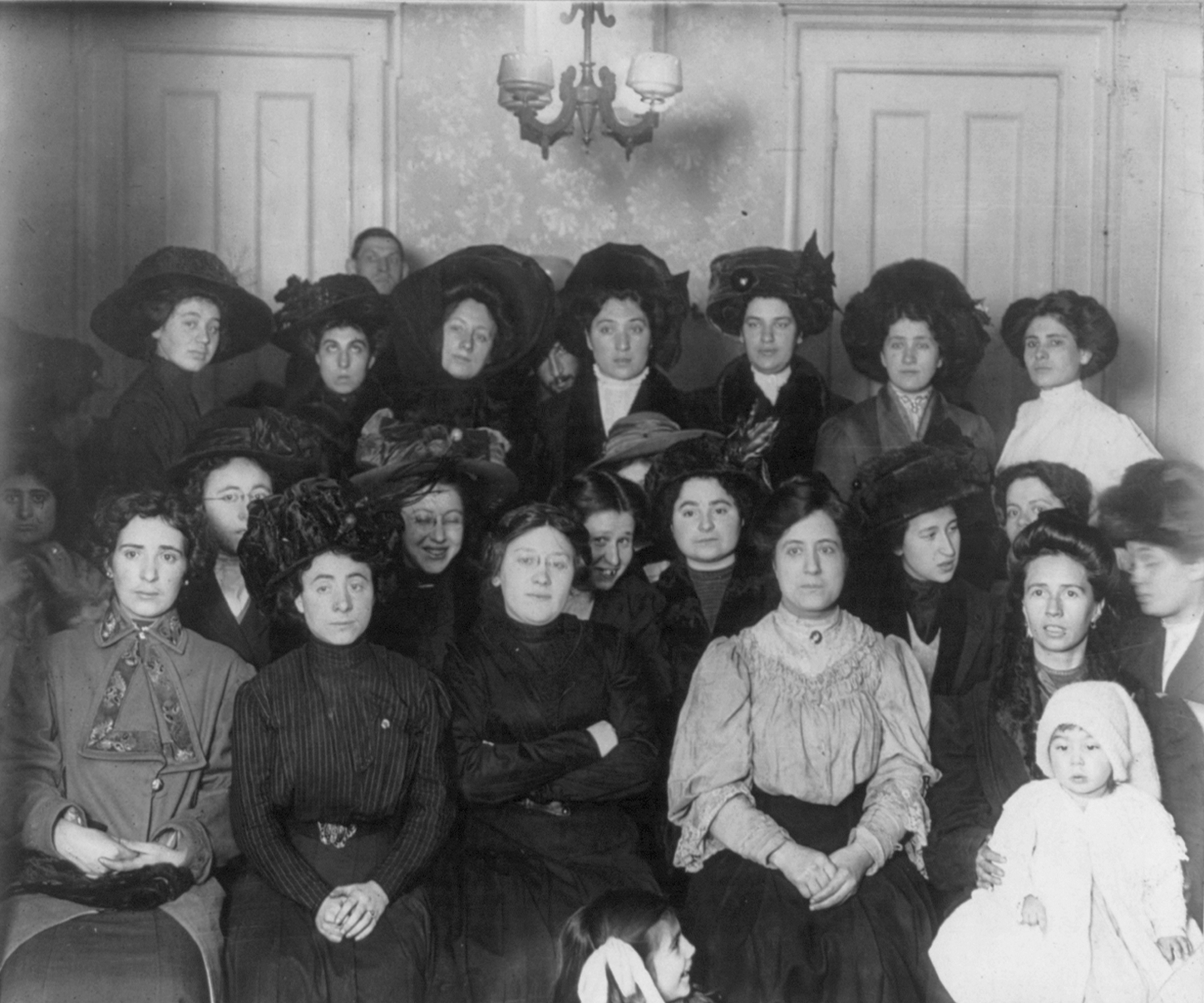
Fotografía de enero de 1910 de un grupo de mujeres que participaban en la huelga de las camiseras de 1909.

El 22 de noviembre de 1909 Clara Lemlich Shavelson, de 23 años, después de escuchar durante 25 minutos a los hombres hablar sobre los inconvenientes de participar en la huelga laboral que se estaba convocando desde septiembre en algunos sectores de la industria textil de Nueva York (hablaron Samuel Gompers, María Dreier, Benjamin Feigenbaum y Bernard Weinstein entre otros) se levantó y declaró en yiddish que quería hablar. Subió al estrado y declaró en un discurso considerado crucial, la denominada filípica yidishh, que todos los trabajadores que confeccionaban camisas debían ir e irían a la huelga. Se recitó un juramente hebreo secularizado y cantado por Feigenbaum.
El 23 de noviembre de 1909 se lanzó la huelga laboral de once semanas en la industria de las camisas de Nueva York (New York’s shirtwaist industry). Bautizada como la Sublevación de las 20.000 (Uprising of the 20.000), fue la mayor huelga de la mujer hasta la fecha en la historia de América. El 24 de noviembre alrededor de veinte mil trabajadores, en su mayoría mujeres, salieron de las fábricas. La huelga duró hasta febrero de 1910 y terminó en un "Protocolo de paz" ("Protocal of peace") o acuerdo entre empresarios y sindicalistas, que permitió a los huelguistas volver al trabajo y satisfacer en alguna medida las demandas de los trabajadores -mejor salario, reducción de la jornada laboral, igualdad salarial e igualdad de trato para los trabajadores que estaban afiliados a los sindicatos y aquellos que no lo estaban.

### Movimiento obrero femenino frente a sindicalismo masculino
Las mujeres jóvenes huelguistas obligaron al liderazgo predominantemente masculino en los "oficios de la aguja " y a la American Federation of Labor (Federación Estadounidense del Trabajo) a revisar sus prejuicios arraigados contra la organización de las mujeres. Los huelguistas ganaron sólo una parte de sus demandas, pero la sublevación provocó cinco años de revuelta que transformó la industria del vestido en uno de los oficios mejor organizados en los Estados Unidos.
En 1909, existían más de seiscientos talleres, fábricas y tiendas operadas en la Ciudad de Nueva York que empleaban a unos treinta mil trabajadores y la producción alcanzaba la cifra de cincuenta millones de dólares en mercancía al año.
El sistema de subcontratación interna ocupaba a mujeres en un 50% al 60% en puestos de trabajo no cualificados y mal pagados -3 o 4 dólares semanales en la temporada alta frente a los operadores masculinos que ganaban entre siete y doce dólares por semana. La división del trabajo a lo largo de las líneas de habilidad y de género reforzaba los prejuicios entre los sindicalistas conservadores contra la organización de las mujeres así como los trabajadores no calificados. Aunque la Unión Internacional de Trabajadores de la Confección no discriminaba oficialmente a las mujeres, la realidad era que el liderazgo sindical patriarcal y conservador consideraba a la mujer en una situación efímera de la fuerza de trabajo, ya que sus objetivos estaban en el trabajo reproductivo -matrimonio y maternidad-, una opinión compartida por líderes como Samuel Gompers y otros miembros del AFL.
El movimiento que culminó con el levantamiento de los 20.000 comenzó con huelgas espontáneas contra la Leiserson Company, Rosen Brothers, y Triangle Shirtwaist Company -el fabricante de camisas y blusas más importante de Nueva York y donde se produjo el grave incendio en 1911- durante la temporada alta de verano y otoño de 1909. Aunque impulsada por diferentes incidentes, los trabajadores compartían un conjunto de agravios subyacentes sobre salarios, jornada laboral, seguridad en el trabajo, y otras indignidades sufridas específicamente por las mujeres (falta de igualdad salarial, discriminación, acoso sexual y acoso laboral y en general violencia de género). El acuerdo se alcanzó con la empresa Rosen Brohters pero Leiserson Company y Triangle Shirtwaist Company permanecieron intransigentes.

### Represión del levantamiento de las 20000 y apoyo del WTUFL
Desde el principio, las jóvenes en huelga fueron víctimas de una fuerte oposición y represión a sus demandas: desde los fabricantes, la represión política  -represión policial y de los tribunales de justicia-. Las empresas Triangle y Leiserson contrataron matones y prostitutas para acosar y perjudicar a las huelguistas, a menudo con ayuda de policías que luego detuvieron a las huelguistas por cargos inventados. En la corte suprema, las huelguistas se enfrentaron a magistrados hostiles que reprochaban a las mujeres jóvenes su mal comportamiento (uno dijo a una mujer "Usted está en huelga contra Dios y la naturaleza"), los sindicalistas y huelguistas fueron multados, y, en algunos casos, condenados por distintos delitos. En un intento por frenar los abusos, desde la organización Local 25 of the ILGWU -en representación de los fabricantes camiseros, se solicitó a la WTULF (Women's Trade Union League -Liga de Sindicatos de Mujeres) -organización establecida por las sufragistas de clase alta en 1904 para promover el bienestar de las mujeres que trabajaban- su supervisión para los piquetes y huelguistas. Después del arresto por la policía de María Dreier, presidenta de la WTULF, las huelguistas ganaron la simpatía del público. El WTULF resultó ser un valioso aliado; apoyaron los piquetes y recaudaron fondos. Otras organizaciones como The Forverts, United Hebrew Trades', Arbeter-ring (Workmen’s Circle), y el Partido Socialista (Socialist Party) y su semanario The Call proporcionaron un importante apoyo logístico y financiero.

### Cifras de la huelga
La mañana del 24 de noviembre unos quince mil trabajadores que confeccionaban camisas salieron a las calles. Por la tarde el número llegó a más de veinte mil. Según algunas estimaciones casi treinta mil trabajadores participaron en la huelga durante su duración de once semanas, el 70% eran mujeres y el 90% por ciento de todos los trabajadores eran de familia judía -inmigrantes de diversos países de Europa, sobre todo del Este de Europa-. A lo largo de la sublevación los arrestos y hostigamientos fueron la norma. En un mes, 723 personas fueron detenidas y 19 condenadas. Se impusieron numerosas multas -con un promedio de 2.500 dólares por día-.
En los enfrentamientos y arrestos Clara Lemlich sufrió golpes, contusiones con el resultado de seis costillas rotas; se la detuvo un total de diecisiete veces. Las organizadoras de origen ruso -Clara Lemlich, Pauline Newman, y Rose Schneiderman-, tenían cierta experiencia sindical de su país natal, asumieron su participación y liderazgo para desaparecer después de la huelga.
Durante gran parte de la huelga de once semanas, los trabajadores y los fabricantes fueron encerrados en un punto muerto. Los asociados de la cintura y vestido de Fabricantes, que representan a los grandes empleadores, rechazaron la tienda de la unión cerrada. Agotados, pero decididos, los trabajadores se negaron a ceder en este punto, por temor a que una tienda abierta dejaría la unión impotente para hacer cumplir los acuerdos. Sin embargo, las huelguistas (representadas en la mesa de negociaciones por el líder del Partido Socialista Morris Hillquit y John Mitchell de los Trabajadores Mineros Unidos) no pudieron aguantar. La huelga general fue suspendida sin ninguna ceremonia el 15 de febrero de 1910, con cerca de un millar de trabajadores siguiendo en la línea de piquetes.

## El trabajo femenino en la industria textil de Nueva York
En 1900 más de la mitad de la población de Nueva York estaba constituida por inmigrantes. Los trabajadores textiles, sobre todo mujeres y niñas, que confeccionaban camisas y otras prendas eran casi en su totalidad inmigrantes de Europa, de origen judío en muchos casos. Vivían hacinados en los barrios de inmigrantes como el Lower East Side de la isla de Manhattan, que en ese momento tenía una densidad de población de las más altas del mundo. Muchos de estos inmigrantes, hombres, mujeres y niños por igual, trabajaban por un salario bajo en terribles condiciones de trabajo.
Muchas de las mujeres jóvenes inmigrantes trabajaban en la industria textil -camisería y vestido- tanto en sus hogares como en talleres y fábricas. Trabajaban para varias compañías -pequeñas y grandes- que formaban un gran conglomerado. Entre las grandes estaban Triangle and Leiserson shirtwaist factories. Esta fuerza de trabajo estaba compuesta en más del 70% de mujeres, de las cuales la mitad tenían menos de veinte años y asimismo la mitad de las cuales eran de familia judía y la tercera parte de origen italiano. En la producción de blusas y camisas, en particular, la fuerza de trabajo eran casi todas las mujeres de familia judía. Algunas de ellas habían pertenecido a los sindicatos en Europa antes de su inmigración, muchas de las mujeres judías en particular, habían sido miembros de la Unión General de Trabajadores Judíos de Lituania, Polonia y Rusia (General Jewish Labour Bund in Lithuania, Poland and Russia). Por lo tanto, no eran ajenas al movimiento sindical. De hecho, las mujeres judías que trabajaban en la industria de la confección fueron algunas de los más activas también en la reivindicación del sufragio de las mujeres en Nueva York.

### Desigualdad salarial y penosas condiciones de trabajo
Las mujeres trabajadoras de la industria textil y de la confección realizaban trabajos de montaje y acabado de prendas y recibían una salario ínfimo comparado con el de los hombres que realizaban el trabajo de corte y prensado.
La semana laboral normal era de 65 horas, y podía ampliarse a un máximo de 75. Las trabajadoras eran a menudo obligadas a suministrar sus propios materiales básicos, incluyendo agujas, hilo y máquinas de coser. Los trabajadores podrían ser multados por llegar tarde al trabajo o por dañar una prenda en la que estaban trabajando. En algunos lugares de trabajo, como el Triangle Shirtwaist Company, se llegaron a bloquear las puertas de la fábrica con el fin de evitar que los trabajadores hicieran paradas o descansos, y como resultado, las mujeres tenían que pedir permiso a los supervisores para ir al baño.

## Legado - Movimiento obrero femenino
El éxito de la huelga laboral marcó un hito importante para el movimiento obrero estadounidense, especialmente para los sindicatos de la industria del vestido. Fue una de las primeras grandes revueltas exitosas de las trabajadoras en la historia estadounidense. Además, Clara Lemlich se convirtió en una estrella mediática ya que en tres novelas publicadas poco después de la huelga apareció su nombre como gran protagonista.
Aunque no fue una victoria completa, el levantamiento de las bluseras logró avances concretos significativos. Muchas empresas firmaron acuerdos de mejoras: una semana laboral de cincuenta y dos horas, vacaciones pagadas al año, no discriminación contra los afiliados del sindicato, suministro de instrumentos y materiales de trabajo por las empresas de manera gratuita, división equitativa del trabajo durante las temporadas bajas, la negociación de los salarios con los empleados. Al final de la huelga el 85 por ciento de todos los fabricantes de camisas de Nueva York se había unido al acuerdo con la WTULF.
Menos tangible pero muy importante, la huelga laboral de las trabajadoras camiseras de 1909 convenció a los veteranos sindicalistas conservadores de la necesidad de aceptar a las mujeres y sus reivindicaciones en pie de igualdad como activistas sindicales. Las propias mujeres jóvenes descubrieron su propio valor a través de los sucesos y luchas ideológicas de 1909 a 1910. Muchas de ellas recordaban la sublevación de las 20.000 como gran suceso formativo en su posterior vida adulta.